# 巴爾幹中央國家公園
42°46′16.35″N 24°29′43.6″E / 42.7712083°N 24.495444°E

巴爾幹中央國家公園是保加利亞的國家公園，位於該國中部，處於巴爾幹山脈，成立於1991年10月31日，面積717平方公里，該地區有垂直岩壁、懸崖、深峽谷、瀑布、山峰等地貌。